# 简易魔术正方体

一個3 × 3 × 3簡易魔术正方体的例子

簡易魔术正方体（simple magic cube）是六種魔術正方體中最簡單的一種，要求的規則也最少。
簡易魔术正方体只要求魔术正方体的基本條件，也就是將1至{\displaystyle m^{3}}的數字放到m × m × m的立方體中，所有和面平行的線，四條主對角線上的數字和都要相等，其和均為
{\displaystyle S={\frac {m(m^{3}+1)}{2}}.}
每一面上的對角線的和不一定要符合上式，因此簡易魔术正方体的各面不一定是魔方。

## 外部連結
- Aale de Winkel - Magic hypercubes encyclopedia （页面存档备份，存于）
- Harvey Heinz - large site on magic squares and cubes Archive.today的存檔，存档日期2013-01-01
- Christian Boyer - Multimagic cubes （页面存档备份，存于）
- John Hendricks site on magic hypercubes Archive.today的存檔，存档日期2012-12-05